# 3,4-etilendioxitiofeno
El 3,4-etilendioxitiofeno (EDOT) es un compuesto organoazufrado de fórmula C2H4O2C4H2S. La molécula está formada por tiofeno, sustituido en las posiciones 3 y 4 con una unidad de etilenglicolilo. Es un líquido viscoso incoloro.
El EDOT es el precursor del polímero PEDOT, que se encuentra en pantallas electrocrómicas, fotovoltaicas, electroluminiscentes, cableado impreso y sensores.

## Síntesis y polimerización
La síntesis original se realizó a partir del diéster del 3,4-dihidroxitiofeno-2,5-dicarboxilato.

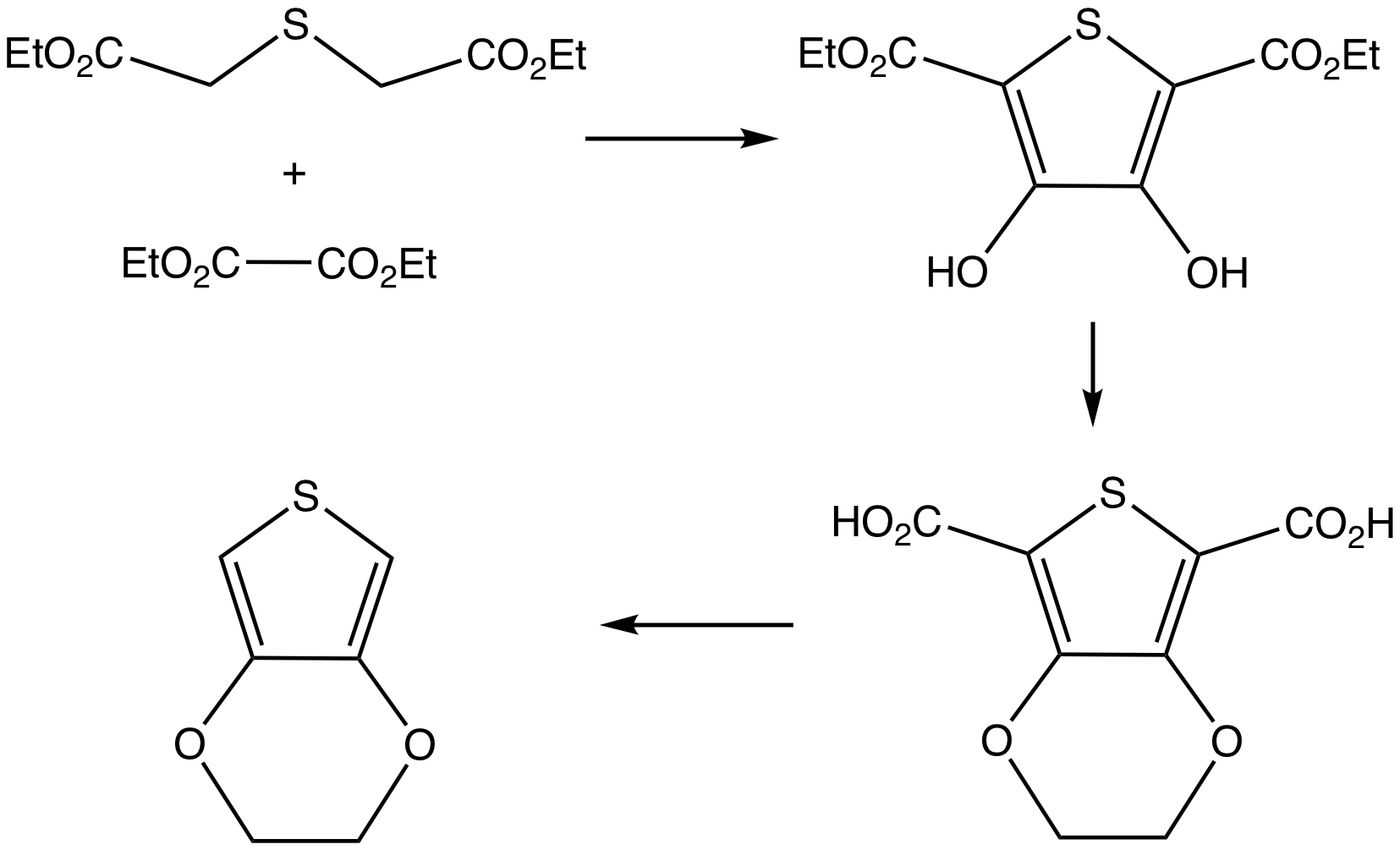
Una síntesis de EDOT

El EDOT se prepara a menudo a partir de precursores C4 como el butanodiol y el butadieno mediante rutas que producen los anillos de tiofeno y dioxano en pasos separados. Representativa es la reacción de la 2,3-butanediona, ortoformato de trimetilo y etilenglicol para formar el dioxano. La sulfidización con azufre elemental da el blanco bicíclico.
El EDOT se convierte en el polímero conductor PEDOT por oxidación. El mecanismo de esta conversión comienza con la producción del catión radical [EDOT]+, que ataca a una molécula neutra de EDOT seguida de desprotonación. Otros pasos similares dan lugar a la deshidropolimerización. Se muestra la conversión idealizada utilizando peroxidisulfato.
n C2H4O2C4H2S + n (OSO3)22− → [C2H4O2C4S]n + 2n HOSO3−
Para fines comerciales, la polimerización se lleva a cabo en presencia de poliestirenosulfonato.